# Barthélemy de La Rocque
Barthélemy de La Roc(q)ue(s), også Bartholomæus Ro(c)que (11. juni 1720 i Vandoeuvres ved Genève – død efter 1760, formentlig i Pfalz) var en schweizisk kobberstikker i rokokotiden, der arbejdede i Danmark.
Barthélemy de La Rocque kom 1739 til København fra Genève, hvor han var opvokset og måske havde lært tegning og radering. La Rocque fik gjort indtryk på gehejmeråd Poul Vendelbo Løvenørn ved at udføre en radering af den netop indviede tørdok på Christianshavn. Afbildningen har charme, men er noget ubehjælpsomt udført. Løvenørn anbefalede da til kongen, at Rocque i 1740 fik bestilling på en serie raderinger efter tegninger fra kongens Norgesrejse i 1733, og schweizeren har formentlig stukket 29 af de 36 bevarede blade, men kun signeret 11.
Videnskabernes Selskab blev etableret 1742 og fik overdraget opsynet med Rocque, men Selskabet var så utilfreds med kvaliteten af hans stik, at det 1743 afgjorde, at Jacob Fosie skulle afslutte hans igangværende arbejder. Dog lod Selskabet i 1744 Rocque forbedre nogle plader, som Jean Baptiste Desroches de Parthenay havde stukket til Møntværket, men et tilbud fra Rocque om at stå for trykningen af dette værk blev afslået december 1745. Han modtog en betaling af én Mark pr. plade.
Tidens store grafiske opgave var Laurids de Thurahs Danske Vitruvius første bind 1746, men Rocque har næppe været involveret i projektet. Maj-juli 1748 deltog han til gengæld i kongens rejse til Holsten og Oldenburg for efter kongelig ordre at tegne forlæg til kobberstik. Da Rocque så i november 1748 fremviste prøveplader og en tegning af Itzehoe for Videnskabernes Selskab, fandt man imidlertid atter arbejdet så ringe, at man bad Rocque udgive det i sit eget navn.
Kort efter forlod Rocque formodentlig Danmark, idet en radering i folio af en illumination med betegnelsen in dem Garten vor dem Königl. Pallast, sandsynligvis efter en tegning fra kongens holstenske rejse, er signeret "B. Roque delineavit & fecit Altonæ d. XII April 1749". Rocque nævnes sidste gang 1760. Han var tegnemester hos landgreven af Hessen-Darmstadt 1751-53, virkede dernæst i Pfalz og nævnes som hofkobberstikker i Mannheim 1759.
Som tegner og kobberstikker var Barthélemy de La Rocque mangelfuld, og Videnskabernes Selskabs afvisning af hans raderinger til kongens norske rejse var ikke grundløs. Men schweizeren voksede som kunstner ved arbejdet med slots- og byprojekterne, hvoraf stikkene af Blågård og Jægersborg Slot bør fremhæves. Hans værker er festlige eksempler på rokokostilens dekorative arsenal, og han var en af stilens pionerer i Danmark.

## Værker
- Prospect af Docken, Christianshavn (radering i folio, 1739)
- raderinger efter tegninger fra Christian 6.s Norgesrejse 1733 (1740-43)
- 7 store raderinger af københavnske prospekter, kirker og palæer med dedikation til kongen, kronprinsen og Carl Adolph von Plessen (1745-47, udgivet af Rocque selv)
- 1. hæfte af Dannemarks Forlystelser (1747, dansk og fransk udgave, udgivet i Rocques navn og med dedikation til Frederik 5., herunder 4 raderede prospekter i kvartformat: "Kiøbenhavn fra Christianshafn af, Rosenbrug(sic!), det kgl. Palæ og Jægersborg", teksten bearbejdet af nordmanden H. Paus
- titelblad til H. Paus' oversættelse af Alain-René Lesage: Haltefanden (kobberstik, 1746-47)

Tilskrivninger:
- 3 prospekter af Charlottenlund Slot, Skydebanen ved Hirschholm Slot og Eremitageslottet (ufuldendt, udgivet af H. Thiele)
- arbejder i Kobberstiksamlingen